# Bentalls
Bentalls is een voormalige Britse warenhuisketen. Het warenhuis werd in 1867 opgericht door Frank Bentall en begon als een textielwinkel. 
Het bedrijf was voorheen genoteerd aan de London Stock Exchange. Vanaf was het 2001 eigendom van de particuliere Fenwick-groep. Er is nog een vestiging onder de naan Bentalls in Kingston upon Thames.

## Geschiedenis
Bentalls werd opgericht toen Bentall een textielwinkel kocht in Kingston upon Thames. 
Het hoofdgebouw van de winkel in Kingston werd in 1935 voltooid naar een ontwerp van architect Maurice Webb en geïnspireerd op het ontwerp van Christopher Wren voor het Hampton Court Palace. Het fijne metselwerk op de gevel was het werk van de letterontwerper en beeldhouwer Eric Gill. Tussen 1935 en 1976 was het het grootste warenhuis van Groot-Brittannië buiten Londen. In 2011 kreeg het pand de monumentenstatus. De gevels van de oorspronkelijke winkel zijn behouden als onderdeel van het winkelcentrum 'Bentall Center' dat in 1992 werd geopend en vanaf dan het Bentalls-warenhuis huisvestte. Het Bentalls-warenhuis besloeg voordien het complete grondstuk waarop het winkelcentrum is ontwikkeld. 
Het bedrijf werd in 1946 naar de London Stock Exchange gebracht, waarbij de familie Bentall een controlerend belang behield.
Bentalls richtte zijn eerste filiaal op in 1947 toen het warenhuis van Bentall & Sons in Worthing werd overgenomen van familie-neven die hadden besloten met pensioen te gaan. Het filiaal in Worthing werden aanzienlijk uitgebreid met de aankoop van de meubelwinkel Jordan & Cook in latere jaren. Het warenhuis Ealing van Eldred Sayers & Son werd in 1950 overgenomen. Mary Lee of Tunbridge Wells werd tien jaar later gekocht. Onder leiding van Frank Bentalls kleinzoon Rowan Bentall, die voorzitter was tussen 1968-1978, breidde het bedrijf in 1973 verder uit met een nieuw gebouwd Bentalls warenhuis in Bracknell. Er werden meer winkels geopend in Chatham, Tonbridge en Lakeside . Als gevolg hiervan werd de omzet van de groep meer dan verdubbeld van £ 14,5 miljoen naar £ 35,1 miljoen.
Het bedrijf opende vervolgens een filiaal in Bristol en sloot de winkels in Chatham en Tunbridge Wells.
In 2000 verwierp de keten een bod van 27 miljoen pond van concurrent Allders .
In januari 2001 verkocht Bentalls hun verlieslatende winkel in Bristol voor £ 16,35 miljoen aan concurrent House of Fraser.
In juni van dat jaar kocht de rivaliserende warenhuisketen Fenwick Bentalls voor £ 70,8 miljoen. De familie Bentall bezat destijds 38% van de aandelen en achterkleinzoon van de oprichter Edward Bentall was voorzitter. De omzet van het bedrijf was £ 108,2 miljoen. De keten bestond toen nog uit zes winkels: Bracknell, Ealing, Kingston upon Thames, Lakeside, Tonbridge en Worthing. 
Fenwick verkocht vervolgens het filiaal in Lakeside aan Allders en de Bentalls-filialen in Ealing, Tonbridge en Worthing aan de Beales-groep uit Bournemouth. De succesvolle winkels in Kingston upon Thames en Bracknell behield Fenwick zelf. 
Het filiaal in Bracknell werd in september 2017 vervangen door een nieuwe Fenwick-winkel als onderdeel van de ontwikkeling van The Lexicon.

## Warenhuislocaties
- Bracknell (geopend 1973 en opgeheven in 2017 in verband met de opening van een nieuwe Fenwick-winkel in de stad)
- Bristol (geopend in 1998 in een pand waar voorheen John Lewis was gevestigd; verkocht aan House of Fraser in 2001)
- Chatham (voorheen Edward Bates; verworven in 1979 en opgeheven in de jaren 1980)
- Ealing (voorheen Eldred Sayers & Son; verworven 1950; en verkocht aan Beales in 2001)
- Kingston upon Thames
- Lakeside (geopend in 1992 in een pand waar voorheen Lewis's was gevestigd; verkocht aan Allders in 2001)
- Tunbridge Wells (voorheen Mary Lee; verworven 1960 en opgeheven op 29 juli 1995)
- Tonbridge (geopend 1982; verkocht aan Beales in 2001)
- Worthing (voorheen Bentall & Sons; verworven 1947 en verkocht aan Beales in 2001)

## Trivia
- Zangeres Dusty Springfield werkte ooit bij Bentalls in Ealing en zangeres Petula Clark gaf haar eerste openbare optreden als kind in Bentalls in Kingston upon Thames .
- Bentalls wordt genoemd door het personage Chubb in de aflevering van Anthony Blunt ( A Question of Attribution ) van het toneelstuk Single Spies van Alan Bennett .
- Bentalls komt voor in de Ladybird Books People at Work-serie, die te zien is in In A Big Store
- Bentalls Wood Street-ingang komt ook voor in de Ladybird Books People at Work-serie "The Police". Een nachtscène waarin twee politieagenten personen aanhouden die inbrekers lijken.

## Galerij

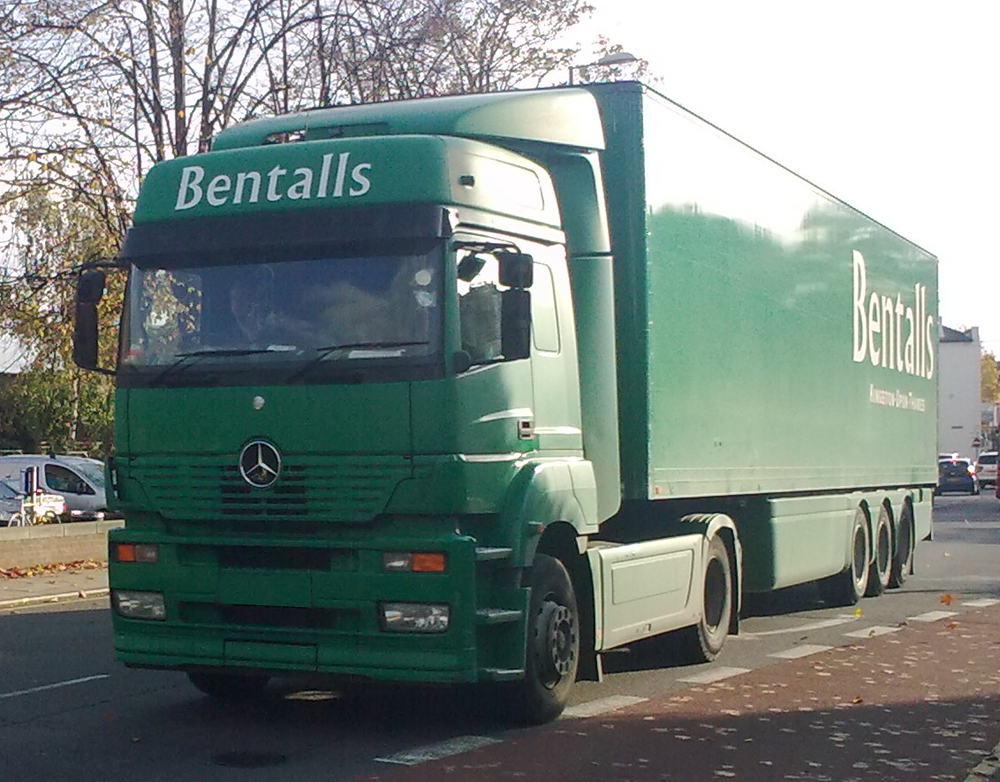
Een Bentalls-bestelwagen in Kingston upon Thames